# Feijoada
Feijoada là một món ăn phổ biến ở Bồ Đào Nha và một số quốc gia và vùng lãnh thổ từng là thuộc địa Bồ Đào Nha như Brasil, Angola, Ma Cao, Mozambique, Goa nhưng có mùi vị khác nhau theo khu vực. Món ăn này được chế biến từ đậu đen, thịt xông khói và một số bộ phận từ lợn như lưỡi, tai hay đuôi. Món ăn này được người dân Brasil sử dụng khá nhiều vào các buổi trưa.
Các thành phần cơ bản chế biến món feijoada là đậu với thịt lợn tươi hoặc thịt bò tươi. Ở phía tây bắc Bồ Đào Nha (chủ yếu là Minho và Douro Litoral), nó thường được làm bằng đậu que; ở phía đông bắc (Tras-os-Montes), người ta dùng đậu tây, và bao gồm các loại rau khác như cà chua, cà rốt, và cải bắp. Món hầm này được đun bằng nồi đất dày bằng lửa nhỏ.